# 杨树浦水厂

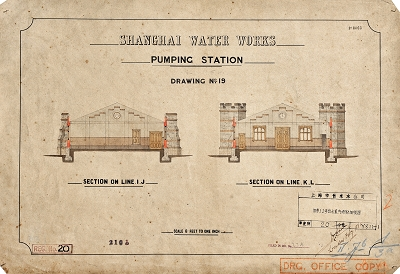
杨树浦水厂泵站图纸

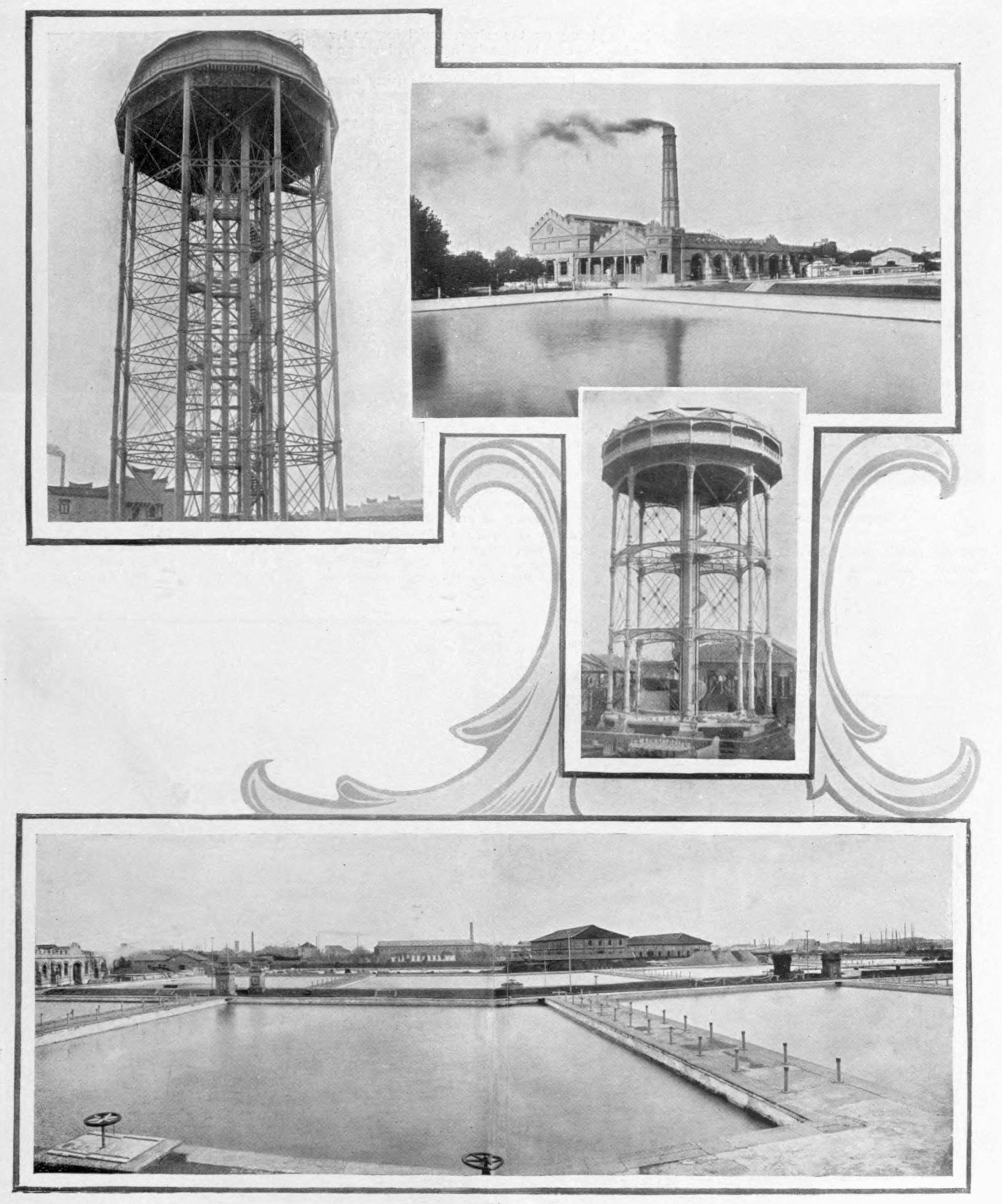
1908年的杨树浦水厂旧影

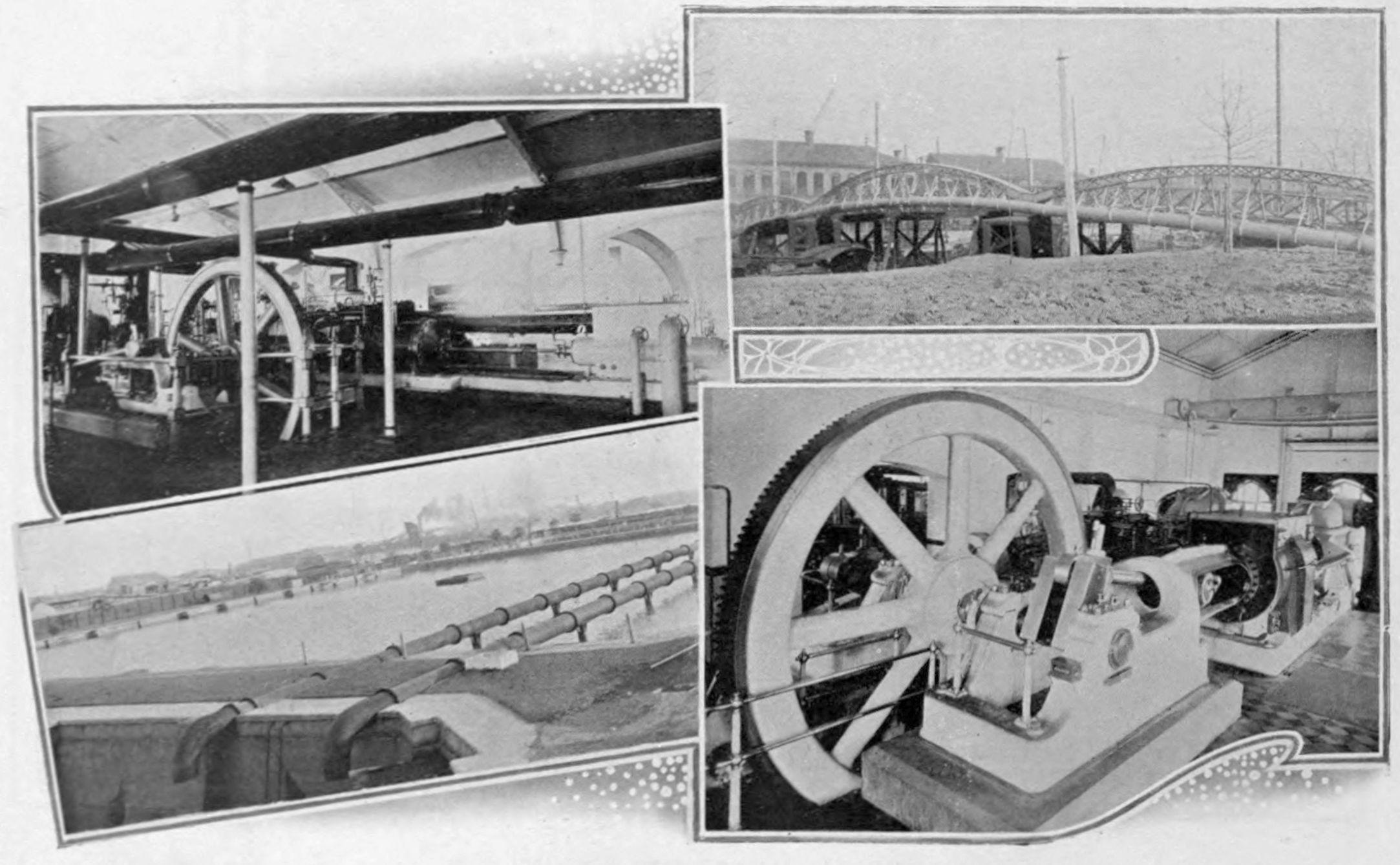
1908年的杨树浦水厂旧影

上海自来水公司杨树浦水厂，原名英商杨树浦水厂，简称杨树浦水厂，位于中华人民共和国上海市杨浦区杨树浦路830号，是上海市最早建立的自来水厂之一。该水厂始建于清同治十三年（1875年），最早由立德洋行出资修建和维护，但由于未能得到租界工部局的支持而只能用船舶和水车供水。光绪七年（1883年）至光绪九年（1885年），该水厂交割给了给英商上海自来水公司，并于光绪九年重建完成，设有供水线路，同时保留了船舶供水业务。1932年，实行普装水表计量收费。采取按水表分级收费方法，對低用戶採取於成本收費。這措施明顯起到了節約用水的作用。同年，該水廠日供水能力達40萬立方米，水廠占地擴大至25.7萬平方米，成為遠東第一大自来水廠。抗日战争时期，该水厂一度被日军接管，并交由日方经营的华中水电公司管理。抗日战争结束后，该水厂返还给英商上海自来水公司。中华人民共和国成立后，1952年时，该水厂被上海市人民政府接收，并正式改为现名。该水厂占地面积12.9万平方米，配备有进水车间、制水药剂加注间、化验室、各类滤池等设备。2013年，杨树浦水厂被公布为全国重点文物保护单位。

## 历史

### 清朝时期
19世纪60年代中后期，上海公共租界工部局开始着手构建供水系统，并于同治九年（1871年）对黄浦江的水质进行了取样检测，并在检测之后由工部局工程师提出了在黄浦江的龙华附近、凤凰山附近或杨树浦港附近其中一处建立取水点的方案。同治十年（1872年），工部局否决了工程师所提出的所有三套方案，原因是这些方案成本均过高。立德洋行于清同治十三年（1875年）创办并经营了一家水厂，其位置位于今天杨树浦水厂的南区，是为杨树浦水厂的前身。该水厂共计占地115亩，建有沉淀池、过滤池等净水设施，总投资白银共计30000两。但是该水厂自建成之后却迟迟得不到租界当局的支持，以至于无法建设输水管道，只能通过用木船将滤过水装运到外滩，再分装到水车向租界内居民售水的方式来运营。此外该水厂还以水船向黄浦江港内船舶供水。如此经营方式造成水价较高，只有少数居民饮用。光绪六年（1880年），立德洋行关停了这家水厂。
1879年，英国在上海的商人麦克利沃特向工部局提出申请，准备组织一个股份公司承建上海自来水系统，随即他在伦敦组建了上海自来水公司筹备委员会，并由该筹备委员会上海委员会具体负责筹建事宜。1880年1月24日，该委员会正式向工部局提出方案，取黄浦江下游水修建水厂，供应租界，得到了工部局同意。11月2日，上海自来水股份有限公司在伦敦成立。清朝光绪七年（1881年）六月，英商上海自来水公司在收购了该水厂的动产部分，并将其命名为英商上海自来水公司水厂，而相关的不动产部分在光绪九年（1883年）七月完成交割，为此英商上海自来水公司共计花费白银18000两。该水厂于光绪七年（1881年）正式开始改建，这次改建由英籍工程师赫德设计，上海耶松船厂等外商承包施工，主要设备及管道材料由英国制造，设计能力为日供水量6818立方米，总耗资为12万英镑，水厂初期占地7.39万平方米，生产流程为潮汐进水，慢滤池过滤，蒸汽唧水机出水，取水点就设在水厂所在的黄浦江下游。该水厂于光绪九年（1883年）五月竣工，并成为了上海市最早使用水泥和混凝土的工业建筑。光绪九年六月二十九日（8月1日），该水厂正式开始供水，两江总督李鸿章出席了开闸仪式。该水厂向当时的公共租界、法租界，以及静安寺以东的越界筑路地区供水，并负担了一部分的市政用水，并于以后以后不断扩大供水区域。水厂刚刚重建完成时，水厂的主要设备有2座总容量约合2.79万立方米的间歇式自然沉淀池，4座慢滤池，1座清水池，3台蒸汽锅炉及1座出水间，而所用到的离心泵当中有不少是蒸汽驱动的。除此之外该水厂还在香港路建造有1座总容量682立方米的水塔。初期供水区域为公共租界、法租界及越界筑路等地区，用水人口约17万人。刚开始供水时，水厂采用蒸汽唧机的柱塞容量和唧机的往复转数来计算出厂水量，后来又改用毕托管或水泵的出厂管上装置文丘里流量计来计量。水厂投入使用的第一年，总出水量达到了55.6万立方米，平均日出水量3698立方米。
此外该水厂还保留了原有的船舶供水业务，该业务由厂长和管理蒸汽机用煤的英国人管理。水厂配备有5艘船舶给水船，每艘水船员工5人，员工轮换工作，以保证24小时供水。船舶可以通过打电话到英商自来水公司给水部要水，或者在船上扯起红底黄十字旗（R旗）表示要求供水。
水厂在刚刚建成时，采用工头招工的方式来招聘长工，工头在其中收取介绍费，长工与企业之间为直接聘用关系。此外，工头们还负责该水厂的短工招聘。水厂每天要招用200名左右的短工。短工每天要在破晓前赶到厂门口排队领工牌，领取到工牌的短工才能安排到接下来一天的工作。工头则会拿着鸡毛帚对着拥挤的人群乱打乱敲，短工们为了领到一块牌有时会被打得头破血流。工头经常不给没有“送礼”的短工发工牌，送礼送得少的短工一周也只能工作4天。短工们为了能领到工牌，不得不凑钱给工头送礼，还要请厂里的长工作担保。短工的雇佣一般每期不超过3个月，工资当天结算，与长工相比要低很多。此外，短工无例假日，更不能享受升工、年奖等待遇。
光绪十三年（1887年）时，该水厂平均日供水量达到了7740立方米，光绪二十二年（1896年）时超过了1万立方米。光绪二十八年（1902年）初，法租界公董局水厂设立，是为董家渡水厂。随后杨树浦水厂对法租界的供水量逐渐减少，并于当年2月1日完全切断供应。光绪三十三年（1907年），新闸路建成了与该水厂相配套的第二座水塔，该水塔总容量865立方米。宣统二年（1910年）时，水厂为了降低运转成本，自己安装了煤气发生器，从而得以自行制造煤气以煤气唧机驱动水泵。由于煤气唧机启动较慢，只是作为水厂内从沉淀池向快滤池送水时使用。宣统三年（1911年），水厂净水设备增加沉淀池和慢滤池，水厂占地扩至14.05万平方米。

### 中华民国时期
1915年时，杨树浦水厂第一台电动离心水泵投入运行，电动唧机也逐渐取代了蒸汽唧机的主要地位。1921年时，该水厂的主要净水设备慢滤池增至39座，平均日供水量超过了10万立方米。1922年，胶州路建成了该水厂所属1座水库唧站，容量4.7万立方米。当年水厂从美国购入4台快滤缸，作试验性生产。1923年，该水厂成功试验了加注硫酸铝连续沉淀工艺，并从此改用连续沉淀代替间歇沉淀，以美式快滤池逐步代替英式慢滤池。此后10年间，水厂主要净水设施有7座沉淀池，3组快滤池（24格），26座慢滤池，5座清水池。其中在1926年时，水厂内的煤气唧机被逐步替代为柴油唧机；而在1928年时，该水厂由公和洋行设计并建成了3号引擎车间，该车间自此成为水厂的主要建筑。1937年11月，英商杨树浦水厂发文称停止工头招工的方式，改为由水厂直接招工。20世纪30年代末时，该水厂日供水能力达40万立方米，水厂占地扩大至25.7万平方米，成为远东第一大水厂。
抗日战争时期，该水厂的送水船曾经到佘山的一艘搁浅的轮船上送水，这也是1949年之前杨树浦水厂送水船行驶的最远位置。这艘要水的轮船隶属于大来公司，因船上饮用水告罄而向杨树浦水厂求援。1941年，太平洋战争爆发，该水厂被日军接管，并改由日方经营的华中水电公司经营。日伪统治期间，水厂平均日供水量从太平洋战争前的24.46万立方米降至17.43万立方米。抗日战争胜利后，1945年，上海市政府接收水厂，并于1946年5月归还英商经营。1949年，该水厂平均日供水量27.14万立方米，最大日供水量31.46万立方米，生产能力为日供水量41万立方米。此时的水厂主要功能性建筑物有：3座取水构筑物，其中1座为江心式，2座为岸边式；1座一级泵房，泵房内配备4台柴油水泵机组，3台电动水泵机组，每日总取水能力为80万立方米；7座混凝沉淀池（6座为砖结构，1座为混凝土结构），总容积9万立方米；24座慢滤池（砖结构），滤水面积共3.71万平方米；3座快滤池（混凝土结构），滤水面积共3196平方米；1座洗砂水塔，容积728立方米；5座清水池（2座为砖结构，3座为混凝土结构），总容积为1.64万立方米；1整套的加矾、加氢设备及辅助设施；3座二级泵房（砖结构），配备共计12台的各种类型的水泵机组（蒸汽、柴油、电动等），每日总出水能力约64万立方米。

### 中华人民共和国时期
中华人民共和国成立后，1952年，英商上海自来水公司被上海市人民政府征收，该水厂也正式改名为上海自来水公司杨树浦水厂，简称杨树浦水厂。由于在此之前，上海市的其他各水厂均由各自不同的公司运营，导致上海市的供水能力严重不均衡。对此上海市政府在1952年至1955年期间，将包括杨树浦水厂在内的市内所有水厂用新铺设的供水管网连接起来，解决了供水不均衡的问题。1972年时，杨树浦水厂将原有的一座慢滤池改建成制水能力每天7.23万立方米的低程滤池。1974年起，杨树浦水厂利用慢滤池场地，改建成斜管沉淀池和低程双阀滤池，形成日供水量15万立方米净水生产流水线。1975年，杨树浦水厂新建日进水能力100万立方米的6号岸边式进水口。此外，在1973至1975年期间，该水厂由川沙县建筑公司承建对水厂进行了其他改进，如将2座慢滤池改建为双阀式快滤地，滤水面积共2800平方米；新建10只快滤池，滤水面积共700平方米；将全厂原有二级泵房中的老式蒸汽水泵机组一律改为电动水泵机组，并将电动水泵机组总数增加到20台；新建的岸边式取水工程采用板桩引水渠道，引水至岸边新建的一级泵房吸水井。改扩建工程竣工后，该厂平均净水能力超过120万立方米，二级泵房的总出水能力达到每日180万立方米。
由于黄浦江中下游的污染日益严重，自1984年起，上海市人民政府在黄浦江上游临江段为杨树浦水厂等5个水厂设计并修建了新的取水口，该取水口于1987年正式建成投产。此外，1986年11月起，杨树浦利用厂东区慢滤池场地，建设了1条低程滤池生产流水线，1988年12月竣工，该流水线日供水量可达10万立方米。水厂原有的蒸汽锅炉、蒸汽唧机于20世纪70年代开始陆续淘汰，1983年淘汰最后一台。水厂北部原慢滤池场地则先后辟建其他生产设施和职工住宅，水厂占地相应缩小。1987年黄浦江上游引水工程（一期）建成，杨树浦水厂改用上游原水。
20世纪90年代之后，水厂体制和生产经营进行改革，设唧水和净水生产车间，办修理厂、安装部、服务经营部。1994年11月，水厂投资4800万元人民币改造129号滤池，日供水能力提高5万立方米。1995年水厂有4座进水口，20台进水唧机，8座沉淀池，16台次步唧机，3组普通快滤池（26格），28座低程快滤池，7座清水池（容量为2万立方米），23台出水唧机，14支最大口径为2米的出厂管。1996年时，水厂平均日供水量124.4万立方米，最大日供水量153万立方米。2003年时共有10座絮凝沉淀池，但基础设备已经颇为陈旧。2012年时，该水厂的沉淀池已达11座，另有7座64格快滤池，49台进出水机组。杨浦区土地规划局组织专家对杨树浦水厂的扩建方案展开调研。
2020年5月22日，杨树浦水厂启动深度处理改造工程，预计2024年通水。改造完成后，杨树浦水厂每天将为300万名上海市民提供120万立方米的饮用水，在水质上有较大提升。

## 结构
杨树浦水厂位于杨树浦路830号，南濒黄浦江，占地12.9万平方米，最大用地曾达25.9万平方米，建筑面积9.3万平方米。整体建筑风格为英国传统的城堡样式:22，其承重墙用清水砖墙，中间镶嵌有红砖腰线，周围墙身压顶雉堞缺口，压顶及窗框、腰线等全部用水泥粉刷，墙面转折交界处则处理成水泥隅石形状。该水厂以杨树浦路为界可分为南北两区，其中南区为生产区，入大门内为一幢3层的办公大楼，其左右两旁有水库和出水车间，西侧为修理车间，南沿黄浦江有进水车间、制水药剂加注间和化验室，其余为各类滤池；北区东侧有水库、滤池，西侧有保健大楼，其余是仓库和堆场。

## 相关活动与保护

### 职工培训
1926年，水厂内为厂内职工开辟了一个小足球场，以迎合当时小橡皮球的流行风潮。1926年，英商上海自来水公司在水厂内创办了杨树浦学校，该学校为供水行业的职业学校，同时也是上海市最早的供水职业学校，该学校的毕业生大多留在了杨树浦水厂。1941年，杨树浦水厂易主，该学校随之停办。1955年公司职工业余学校总校成立，杨树浦水厂内设有分校。1965年起，上海市自来水公司在杨树浦水厂内开办了半工半读给水专业技术训练班，以培养机电检修和水厂运行中级工人，首批招收了33名高中毕业生，学制为3年。1987年，杨树浦水厂成为上海市高校学生实习点。

### 科学研究
1953年起，杨树浦水厂开始自行生产制造水表零件，并仿制水表和美式真空加氯机。1956年，杨树浦水厂研制成功比光式浊度仪。1968年，比光式浊度仪的相关技术和生产转至上海水表厂。1980至1981年，杨树浦水厂和上海第二光学仪器厂共同研制成功了可连续反映自来水和原水的浊度变化的ZDJ—1型水质浊度计，该浊度计于1982年获得了由上海市公用事业管理局颁发的技术改进二等奖。

### 环境保护
光绪九年（1883年）水厂刚刚改建完成时，厂内开辟了绿地，这也让杨树浦水厂成为了上海最早进行厂区绿化的单位之一。1982年，上海市杨浦区政协会议组织了对杨树浦水厂的排污问题展开了视察，并在这次视察后作出专题报告，同时给出了相关整改意见。当年，杨浦区环保办公室在杨树浦水厂内设置了首批大气环境质量监测点。

### 保护工作
1916年，刚成立不久的上海万国商团海事队在杨树浦水厂架设了一挺机枪，用以保护厂区。1989年9月25日，杨树浦水厂被上海市人民政府列入上海市文物保护单位的优秀近代建筑，保护范围为主体建筑周围30米，控制建设地带为全部厂区用地范围。2013年3月5日，杨树浦水厂被国务院公布为第七批全国重点文物保护单位。